# Ernst Hallamik
Ernst Hallamik (* 12. Juli 1870 in Gnadenfeld, Bezirk Cosel; † nach 1937) war ein deutscher Reichsgerichtsrat.

## Leben
1894 wurde der promovierte Jurist Hallamik Rechtsreferendar. 1898 wurde er Gerichtsassessor. 1905 kam er als Landrichter nach Schweidnitz. 1910 wurde er nach Posen versetzt. 1913 erfolgte die Ernennung zum Landgerichtsrat. 1914 wurde er Oberlandesgerichtsrat in Marienwerder. Von 1921 bis 1922 war er stellvertretender Präsident des Auflösungsamts für Familiengüter in Marienwerder. 1922 kam er an das Reichsgericht. Er war Hilfsrichter im I., V. und II. Strafsenat. Ab 1924 war er als Reichsgerichtsrat im II. und IV. Strafsenat tätig. Ab 1928 arbeitete er im IV. Zivilsenat. Er war Beteiligter an den
Kollegialentscheidungen des Reichsgerichts zur Anfechtung der „Rassenmischehe“ vom 12. Juli 1934. Er war Kommentator des Reichsgerichtsrätekommentars, Band 4 – Familienrecht, in der 8. (1934) und 9. (1940) Auflage.

## Schriften
- Der Kauf auf Probe nach dem Deutschen Handelsgesetzbuch und seine römischrechtlichen Grundlagen, Diss. Leipzig 1893.